# ونیس، دوبس
ونیس، دوبس (به فرانسوی: Venise, Doubs) یک کمون در فرانسه است که در Canton of Marchaux واقع شده‌است.

## خصوصیات
ونیس ۶٫۱۸ کیلومترمربع مساحت و ۴۴۳ نفر جمعیت دارد.